# Ilaria (Vorname)
Ilaria ist ein italienischer weiblicher Vorname.

## Herkunft und Bedeutung
Ilaria ist eine italienische weibliche Form des lateinischen männlichen Namens Hilarius. Die männliche Form des Namens ist Ilario.

## Namensträgerinnen
- Ilaria Alpi (1961–1994), italienische Journalistin
- Ilaria Brocchini (* 1966), französische Philosophin
- Ilaria Broggini (* 1995), italienische Ruderin
- Ilaria Capua (* 1966), italienische Virologin
- Ilaria Cirino (* 1971), italienische Filmregisseurin
- Ilaria Colonna (* 1986), italienische Skifahrerin
- Ilaria Debertolis (* 1989), italienische Skilangläuferin
- Ilaria Ghisalberti (* 2000), italienische Skirennläuferin
- Ilaria Hoppe (* 1968), deutsche Kunsthistorikerin
- Ilaria Kaeslin (* 1997), Schweizer Kunstturnerin
- Ilaria Mauro (* 1988), italienische Fußballspielerin
- Ilaria Occhini (1934–2019), italienische Schauspielerin
- Ilaria Ramelli (* 1973), italienische klassische Philologin, Historikerin und Universitätsprofessorin
- Ilaria Salvatori (* 1979), italienische Florettfechterin
- Ilaria Sommavilla (* 1987), italienische Grasskiläuferin
- Ilaria Zane (* 1992), italienische Triathletin
- Ilaria Zardo (* 1981), italienische Physikerin und Professorin für Halbleiterphysik